# Persone di cognome Thomson
| Questa pagina contiene informazioni ricavate automaticamente dalle voci biografiche con l'ausilio del template Bio e di un bot. L'aggiornamento è periodico e automatico e ricostruisce completamente la pagina. Se manca una persona in questa lista, sei pregato di non aggiungerla, ma accertati piuttosto che la sua voce biografica contenga il template Bio e che i dati anagrafici siano correttamente compilati. Se il template Bio manca, inseriscilo tu stesso o, in alternativa, metti l'avviso {{tmp\|Bio}} che ne segnala la mancanza. Se i dati riportati sono sbagliati, correggi direttamente la voce biografica; le modifiche saranno visibili in questa lista entro pochi giorni. Per chiarimenti vedi il progetto antroponimi. La lista contiene solo le 67 persone che sono citate nell'enciclopedia e per le quali è stato implementato correttamente il template Bio. Pagina aggiornata al 7 giu 2025. |

Questa è una lista di persone presenti nell'enciclopedia che hanno il cognome Thomson, suddivise per attività principale.

## Allenatori di calcio(2)
- Eddie Thomson, allenatore di calcio e calciatore scozzese (Rosewell, n. 1947 - Sydney, † 2003)
- Bobby Thomson, allenatore di calcio e calciatore inglese (Smethwick, n. 1943 - Dudley, † 2009)

## Anatomisti(1)
- Allen Thomson, anatomista scozzese (Edimburgo, n. 1809 - Londra, † 1884)

## Antropologi(1)
- Donald Thomson, antropologo e ornitologo australiano (Melbourne, n. 1901 - † 1970)

## Arbitri di calcio(1)
- Craig Thomson, ex arbitro di calcio scozzese (Paisley, n. 1972)

## Architetti(1)
- Alexander Thomson, architetto scozzese (n. 1817 - † 1875)

## Artisti(1)
- Charles Thomson, artista e poeta britannico (Londra, n. 1953)

## Artisti marziali misti(1)
- Josh Thomson, artista marziale misto statunitense (San Jose, n. 1978)

## Attori(3)
- Erik Thomson, attore neozelandese (Inverness, n. 1967)
- Gordon Thomson, attore statunitense (Ottawa, n. 1945)
- R.H. Thomson, attore canadese (Richmond Hill, n. 1947)

## Attrici(2)
- Lily James, attrice britannica (Esher, n. 1989)
- Vivien Merchant, attrice britannica (Manchester, n. 1929 - Londra, † 1982)

## Bassisti(1)
- Dougie Thomson, bassista britannico (Glasgow, n. 1951)

## Biologi(1)
- James Thomson, biologo statunitense (n. 1958)

## Botanici(1)
- Thomas Thomson, botanico inglese (Glasgow, n. 1817 - Londra, † 1878)

## Calciatori(10)
- Billy Thomson, calciatore e allenatore di calcio scozzese (Linwood, n. 1958 - † 2023)
- Charles Thompson, ex calciatore montserratiano (n. 1969)
- Dave Thomson, calciatore scozzese (n. 1938 - † 2016)
- Dave Thomson, ex calciatore scozzese (n. 1943)
- James J. Thomson, calciatore scozzese (Annan, n. 1851 - † 1915)
- Jason Thomson, calciatore scozzese (Edimburgo, n. 1987)
- John Thomson, calciatore scozzese (Kirkcaldy, n. 1909 - Glasgow, † 1931)
- Jock Thomson, calciatore e allenatore di calcio scozzese (Thornton, n. 1906 - Carnoustie, † 1979)
- Kevin Thomson, ex calciatore scozzese (Edimburgo, n. 1984)
- Bobby Thomson, ex calciatore scozzese (Menstrie, n. 1939)

## Canottieri(2)
- Gordon Thomson, canottiere britannico (Wandsworth, n. 1884 - † 1953)
- Julius Thomson, canottiere canadese (Toronto, n. 1882 - Kenora, † 1940)

## Cestisti(1)
- Rob Thomson, ex cestista statunitense (Bethlehem, n. 1982)

## Chimici(1)
- Thomas Thomson, chimico inglese (Crieff, n. 1773 - Kilmun, † 1852)

## Chitarristi(1)
- Mick Thomson, chitarrista statunitense (Des Moines, n. 1973)

## Ciclisti su strada(1)
- Jay Robert Thomson, ex ciclista su strada sudafricano (Krugersdorp, n. 1986)

## Compositori(1)
- Virgil Thomson, compositore e critico musicale statunitense (Kansas City, n. 1896 - New York, † 1989)

## Direttori della fotografia(1)
- Alex Thomson, direttore della fotografia britannico (Londra, n. 1929 - Chertsey, † 2007)

## Entomologi(1)
- Carl Gustaf Thomson, entomologo svedese (Mellan-Grefvie, n. 1824 - Lund, † 1899)

## Esploratori(1)
- Joseph Thomson, esploratore britannico (Penpont, n. 1858 - Londra, † 1895)

## Fisici(4)
- George Paget Thomson, fisico britannico (Cambridge, n. 1892 - Cambridge, † 1975)
- James Thomson, fisico, ingegnere e inventore britannico (Belfast, n. 1822 - Glasgow, † 1892)
- Joseph John Thomson, fisico britannico (Manchester, n. 1856 - Cambridge, † 1940)
- William Thomson, I barone Kelvin, fisico, ingegnere e nobile britannico (Belfast, n. 1824 - Largs, † 1907)

## Fotografi(1)
- John Thomson, fotografo, geografo e viaggiatore britannico (Edimburgo, n. 1837 - † 1921)

## Geologi(1)
- William Thomson, geologo inglese (n. 1760 - Palermo, † 1806)

## Giornalisti(1)
- Desson Thomson, giornalista, critico cinematografico e scrittore statunitense (Surrey, n. 1958)

## Golfisti(1)
- Peter Thomson, golfista australiano (Brunswick, Melbourne, n. 1929 - † 2018)

## Hockeisti su ghiaccio(1)
- Bill Thomson, hockeista su ghiaccio canadese (Troon, n. 1914 - † 1993)

## Imprenditori(1)
- David Thomson, imprenditore canadese (n. 1957)

## Ingegneri(1)
- Elihu Thomson, ingegnere e inventore statunitense (Manchester, n. 1853 - Swampscott, † 1937)

## Inventori(1)
- Robert William Thomson, inventore scozzese (Stonehaven, n. 1822 - Edimburgo, † 1873)

## Medici(1)
- Anthony Todd Thomson, medico scozzese (Edimburgo, n. 1778 - † 1849)

## Militari(1)
- Lodewijk Thomson, militare e politico olandese (Voorschoten, n. 1869 - Durazzo, † 1914)

## Nuotatrici(1)
- Kirsten Thomson, ex nuotatrice australiana (Sydney, n. 1983)

## Ornitologi(1)
- Landsborough Thomson, ornitologo scozzese (Scozia, n. 1890 - Londra, † 1977)

## Ostacolisti(1)
- Tommy Thomson, ostacolista canadese (Birch Hills, n. 1895 - Oceanside, † 1971)

## Piloti automobilistici(1)
- Johnny Thomson, pilota automobilistico statunitense (Lowell, n. 1922 - Allentown, † 1960)

## Pittori(1)
- Tom Thomson, pittore canadese (Claremont, n. 1877 - Parco provinciale di Algonquin, † 1917)

## Poeti(2)
- James Thomson, poeta e drammaturgo scozzese (n. 1700 - † 1748)
- James Thomson, poeta scozzese (Port Glasgow, n. 1834 - Londra, † 1882)

## Politici(3)
- Craig Thomson, politico australiano (Wellington, n. 1964)
- John Thomson, politico australiano (Taree, n. 1862 - † 1934)
- Vernon Wallace Thomson, politico e avvocato statunitense (Richland Center, n. 1905 - Washington, † 1988)

## Psichiatri(1)
- J. Anderson Thomson, psichiatra e scrittore statunitense (n. 1948)

## Rugbisti a 15(2)
- Adam Thomson, rugbista a 15 neozelandese (Christchurch, n. 1982)
- Brandon Thomson, rugbista a 15 sudafricano (Trichardt, n. 1995)

## Scrittori(1)
- Augusto d'Halmar, scrittore cileno (Valparaíso, n. 1880 - Santiago del Cile, † 1950)

## Scrittrici(1)
- June Thomson, scrittrice britannica (Rettendon, n. 1930 - † 2022)

## Velisti(1)
- Alex Thomson, velista britannico (Bangor, n. 1974)

## Violinisti(1)
- César Thomson, violinista, docente e compositore belga (Liegi, n. 1857 - Bissone, † 1931)